# Fede e bellezza
Fede e bellezza è un romanzo di Niccolò Tommaseo, scritto in Corsica tra il 1838 e il 1839 e pubblicato per la prima volta a Venezia nel 1840 e, in versione definitiva, nel 1852.

## Contenuti
Diviso in sei libri, il romanzo narra le vicende dell'amore e del matrimonio di Giovanni e Maria.
Conosciutisi a Quimper, in Francia, i due si innamorano e cominciano a confidarsi il loro passato, soprattutto le loro esperienze amorose. Superati conflitti e tentazioni i due si sposano e, anche durante il matrimonio, continuano a confidarsi ogni più piccolo moto dell'anima. Nel finale Giovanni rimane ferito durante un duello con un francese che ha insultato l'Italia; riesce a guarire, ma solo per assistere dolorosamente alla malattia di Maria e alla sua morte, a causa della tisi.
È un'opera emblematica e complessa; il resoconto lirico è costruito con materiali eterogenei: si va dalle forme del diario, al racconto, dal romanzo epistolare al romanzo storico. La narrazione, infatti, oscilla tra l'uso della terza persona a pagine di diario, lettere, tessere saggistiche.
Il romanzo riflette la personalità dell'autore, ondeggiante tra una sensualità congenita e un forte moralismo, un'aspirazione alla purezza, che gli deriva da una profonda religiosità. Si oscilla quindi tra misticismo ed erotismo, senso del peccato e profonda fede religiosa. 
Tutto ciò ha portato la critica a parlare di anticipazioni del decadentismo.
I modelli francesi di ispirazione del romanzo sono: Antoine François Prévost (Manon Lescaut), Charles Augustin de Sainte-Beuve (Volupté).
Con Fede e bellezza ci si sposta da un'analisi della realtà esterna a un'analisi della realtà interiore dell'uomo: un vero storico, secondo il credo romantico, ma di una storia autobiografica, intima, rivisitata. Questa spinta a scrutare l'animo umano porta a un rinnovamento del genere romanzesco e a poter parlare di uno dei primi esempi di romanzo psicologico compiuto.
Altra novità è il linguaggio: l'autore elabora un complesso confronto e ricerca tra la tradizione letteraria e la lingua viva, distante dalla lingua manzoniana, e tendente al popolareggiante.